# Kaapse drongovliegenvanger
De Kaapse drongovliegenvanger (Melaenornis pammelaina) is een zangvogel uit de familie Muscicapidae (vliegenvangers).

## Verspreiding en leefgebied
- M. p. pammelaina: van westelijk en zuidelijk Congo-Kinshasa tot Kenia, oostelijk Zuid-Afrika en centraal Angola.
- M. p. diabolicus: van zuidelijk Angola en zuidwestelijk Zambia tot Botswana en westelijk Zuid-Afrika.